# Kajnardża
Kajnardża (bułg. Кайнарджа) – wieś w północnej Bułgarii, w obwodzie Silistra. Siedziba gminy Kajnardża.

## Historia
21 lipca 1774 roku podpisano tu traktat, który zakończył V wojnę rosyjsko-turecką.
Do 1942 roku wieś nazywała się Małka Kajnardża.

## Urodzeni w Kajnardży
- Anton Pczełarow - bułgarski pułkownik,
- Enczo Tagarow - bułgarski aktor.